# ستژژنو
ستژژنو (به لهستانی:  Strzyżyno) یک روستا در لهستان است که در گمینا دامنگتسا واقع شده‌است. ستژژنو ۲۸۰ نفر جمعیت دارد.